# استینسون ال-۱۳
استینسون ال-۱۳ (به انگلیسی: Stinson_L-13) یک هواگرد ملخ‌پیشین تک‌موتوره از نوع هواگرد چندمنظوره ساخت شرکت Stinson Aircraft Company است. هواگرد استینسون ال-۱۳ نخستین پروازش را در ۱۹۴۵ میلادی انجام داد. این هواگرد در سال ۱۹۴۷ میلادی رسماً معرفی گردید. در مجموع، تعداد ۳۰۲ فروند از این هواگرد ساخته شده‌است.